# Marchetto da Padova
Marchetto da Padova (fl. 1305-1319) è stato un teorico musicale e, quasi sicuramente, compositore italiano del tardo medioevo.
Le sue innovazioni nel campo della notazione musicale furono determinanti per l'affermazione dell'Ars nova italiana, così come i suoi lavori nel definire i modi musicali e fu anche il primo teorico musicale a parlare di cromatismo.

## Biografia
Della sua vita si conosce molto poco; si sa che fu magister cantus nella cattedrale di Padova dal 1305 al 1307 e che lasciò Padova nel 1308 per lavorare in altre città del Veneto e della Romagna.
Un Marchetto, chierico e figlio del sarto Egidio da Padova, compare in un atto notarile del 14 giugno 1307; le circostanze per le quali fu redatto il documento e la comparazione con un altro atto coevo hanno fatto ritenere altamente probabile che si tratti proprio di Marchetto da Padova. In quella data il Marchetto citato scrisse da Avignone (sede della curia papale), dove si era recato per perorare la propria conferma a magister scolarum presso la scuola capitolare di Cividale del Friuli, rinunciando invece ai suoi diritti in favore di Artico di Castello, politicamente molto più potente. Ad Avignone si trovava infatti il patriarca di Aquileia, Gastone della Torre (nipote di Raimondo della Torre) dalla cui giurisdizione dipendeva Cividale.
Nel 1318 figura nella lista degli ecclesiastici al seguito di Roberto d'Angiò, re di Napoli.
Sembra che i suoi due maggiori trattati sulla teoria musicale Lucidarium in arte musice plane e il successivo Pomerium in arte musicae mensuratae (a cui va aggiunto il compendio Brevis compilatio) siano stati scritti a Cesena e a Verona fra il 1317 e il 1319, poco prima che Philippe de Vitry redigesse il suo celebre Ars nova.
La fama di Marchetto fu universalmente nota e i suoi scritti influenzarono la musica successiva al XIV secolo.

## Opere
Non molti componimenti possono essergli attribuiti con certezza. È senza dubbio opera sua il mottetto Ave regina celorum/Mater innocencie poiché contiene nel duplum il nome di "Marcum Paduanum" sotto forma di acrostico:
Aula venustatis,

Rosa pudicicie,

Cella deitatis,

Vera lux mundicie,

Manna probatis,

Porta obediencie,

Arca pietatis,

Datrix indulgencie,

Virga puritatis,

Arbor fructus gracie,

Nostre prativitatis,

Virtus tue clementie,

Me solvat a peccatis.»
Il triplum cela invece, nella stessa maniera, una lode di San Gabriele alla Madonna; per questo motivo si ritiene che il mottetto sia stato composto per la consacrazione della Cappella degli Scrovegni di Padova, avvenuta il 25 marzo del 1305:
pia virgo tenella.

MARIA candens flos florum,

Christi(que) clausa cella

GRACIA que peccatorum

dira abstulit bella.

PLENA odore unguentorum,

stirpis David puella.

DOMINUS, rex angelorum

Te gignit, lucens stella

TECUM manens ut nostrorum

tolleret seva tela.

BENEDICTA mater morum,

nostre mortis medela.

TU signatus fons ortorum,

manna (das dulcinella,

IN te lucet) lux cunctorum

quo promo de te mella.

MULIERIBUS tu chorum

regis dulci viella,

ET vincula delictorum

frangis nobis rebella.

BENEDICTUS (futurorum)

ob nos potatus fella.

FRUCTUS dulcis quo iustorum

clare sonat cimella.

VENTRIS sibi parat thorum

nec in te corruptella.

TUI zelo febris horum

languescat animella.»
Sono probabilmente suoi, vista la stretta correlazione teorica con i dettami del Pomerium, anche i mottetti Ave corpus sanctum / Exaudi protomartir / Adolescens protomartir e Cetus inseraphici / Cetus apostolici. Il primo venne composto tra il 1329 ed il 1338 per la festa di Santo Stefano e contiene un riferimento al doge Francesco Dandolo.

## Scritti e influenze
Marchetto pubblicò due trattati principali: Lucidarium in arte musice plane, probabilmente nel 1317, e Pomerium in arte musice mensurate, attorno al 1318. Pubblicò inoltre un'edizione ridotta del Pomerium con il titolo di Brevis compilatio (la data di questo lavoro non è nota).
Le date precise di questi trattati sono importanti per i musicologi perché a seconda dell'anno di pubblicazione si può desumere se Marchetto sia stato influenzato dall'Ars nova, come scrissero Philippe de Vitry e Johannes de Muris nel 1320, o se subì altri tipi di influenze.

Molto probabilmente i lavori di Marchetto sono precedenti a quelli dei francesi, anche se egli era ben al corrente della situazione francese del periodo. Tutti i trattati, tranne il Brevis compilatio, utilizzano una struttura fortemente scolastica, e provengono sicuramente da una raccolta di lezioni orali.

Le innovazioni di Marchetto vertono su tre aspetti: tono, cromatismo, e notazione mensurale. Egli fu il primo a proporre la divisione di un tono intero in cinque parti uguali, un piccolo intervallo chiamato diesis. Un semitono può consistere in uno, due, tre, o quattro di questi piccoli intervalli, a seconda che si tratti di un diesis, di un semitono enarmonico, di un semitono diatonico o di un semitono cromatico.
Nel campo del valore delle note, Marchetto migliorò il sistema di notazione di Francone da Colonia; la notazione musicale si evolse nel metodo usato ancora oggi, dove un simbolo rappresenta un determinato valore. Marchetto contribuì a questo risultato sviluppando un metodo di divisione del tempo che assegnava ad una particolare forma della singola nota in funzione della durata della stessa.
Inoltre si occupò dei "modi ritmici", un sistema di notazione ritmica in uso presso i musicisti dell'Ars antiqua del XIII secolo, aggiungendo 4 modi imperfetti ai 5 perfetti già esistenti, adeguando così quella teoria alla pratica italiana dell'epoca, che richiedeva un ritmo flessibile, misto ed espressivo.
I trattati di Marchetto influenzarono enormemente la musica del XIV e XV secolo e furono ampiamente copiati e diffusi in tutta Europa. Il Codice Rossi, che è la prima raccolta di composizioni polifoniche profane in Italia, contiene musiche scritte dal 1325 al 1355, e dimostra l'ampia influenza di Marchetto specialmente nell'uso della notazione mensurale.

Senza le innovazioni di Marchetto, la musica italiana del XIV secolo, ad esempio la musica profana di Francesco Landini, non sarebbe stata possibile.